# Fairweather Johnson
Fairweather Johnson is het tweede studioalbum van de Amerikaanse rockband Hootie & the Blowfish. Het album bevat de hitsingles "Old Man & Me (When I Get To Heaven)" (nr. 13 in de VS), "Tucker's Town" (nr. 38 in de VS) en "Sad Caper". Fairweather Johnson werd ruim drie miljoen maal verkocht in de Verenigde Staten. Het album is het enige Hootie & the Blowfish-album dat ooit de Nederlandse Album Top 100 haalde, met een 37e plaats als hoogste notering. De verkoop van Fairweather Johnson begint hoopvol, maar uiteindelijk kan dit album niet het eerdere succes van hun debuutalbum Cracked Rear View evenaren, dat in de Verenigde Staten alleen al ruim 21 miljoen maal werd verkocht.

## Tracklist
Alle nummers zijn geschreven door Mark Bryan, Dean Felber, Darius Rucker en Jim "Soni" Sonefeld.
1. "Be the One" - 3:25
2. "Sad Caper" - 2:49
3. "Tucker's Town" - 3:45
4. "She Crawls Away" - 4:25
5. "So Strange" - 4:03
6. "Old Man & Me (When I Get To Heaven)" - 4:27
7. "Earth Stopped Cold at Dawn" - 3:27
8. "Fairweather Johnson" - 0:51
9. "Honeyscrew" - 3:36
10. "Let It Breathe" - 3:53
11. "Silly Little Pop Song" - 2:56
12. "Fool" - 3:05
13. "Tootie" - 3:04
14. "When I'm Lonely" - 5:34

## Hitlijsten en verkoop
| Land                       | Toppositie | Certificatie | Verkoop                     |
| -------------------------- | ---------- | ------------ | --------------------------- |
| Australië (ARIA)           | 12         | -            | -                           |
| Canada (Music Canada)      | 6          | -            | -                           |
| Duitsland (BVMI)           | 41         | -            | -                           |
| Nederland (NVPI)           | 37         | -            | -                           |
| Nieuw-Zeeland (RMNZ)       | 6          | Goud         | 7.500+                      |
| Schotland (OCC)            | 9          | -            | -                           |
| Verenigd Koninkrijk (BPI)  | 9          | Zilver       | 60.000+                     |
| Verenigde Staten (RIAA)    | 1 (2wk)    | 3x Platina   | 3.000.000+ (september 1998) |
| Zweden (IFPI Sverige)      | 36         | -            | -                           |
| Zwitserland (IFPI Schweiz) | 37         | -            | -                           |

## Muzikanten
Hootie & the Blowfish
- Mark Bryan - elektrische gitaar, mandoline, piano en achtergrondzang
- Dean Felber - basgitaar en achtergrondzang
- Darius Rucker - elektrische gitaar, steelgitaar en zang
- Jim "Soni" Sonefeld - drums, percussie, piano en achtergrondzang

Gastmuzikanten
- Dean Dinning - harmonische zang op "Silly Little Pop Song"
- Nanci Griffith - harmonische zang op "Earth Stopped Cold at Dawn" en "So Strange"
- Randy Guss - tamboerijn op "She Crawls Away"
- Peter Holsapple - accordeon op "Fool" en "She Crawls Away", verder speelt hij nog hammondorgel op "Tucker's Town"
- John Nau - hammondorgel, verder speelt hij piano op "Let It Breathe" en "Sad Caper"
- Lili Haydn - viool op "Earth Stopped Cold at Dawn" en "Tootie"
- Glen Phillips - harmonische zang op "Silly Little Pop Song" en "She Crawls Away"
- Michael Severens - cello op "Earth Stopped Cold at Dawn" en "Tootie"